# Sant Martí Sarroca
Sant Martí Sarroca ist eine katalanische Gemeinde in der Provinz Barcelona im Nordosten Spaniens. Sie liegt in der Comarca Alt Penedès.

## Sehenswürdigkeiten
- romanische Kirche Santa Maria aus dem 12. Jahrhundert
- Schloss Sant Martí Sarroca aus dem 10. Jahrhundert

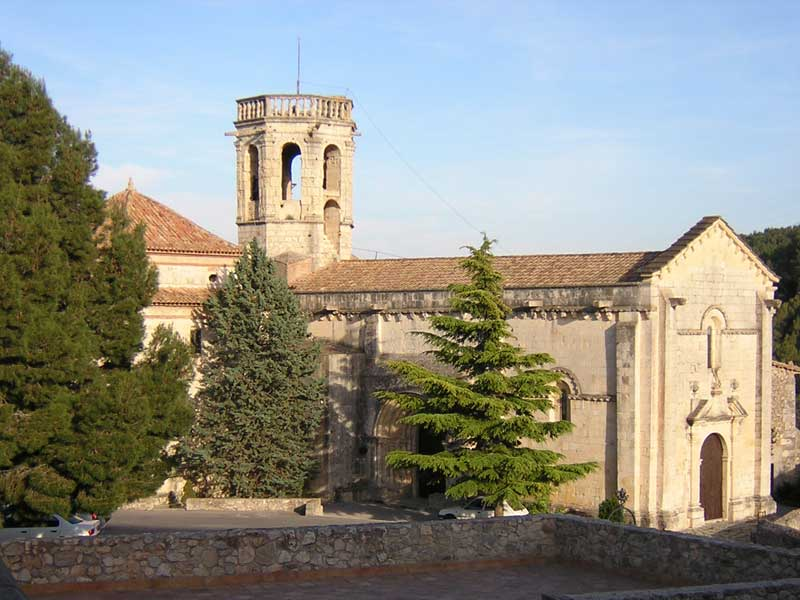
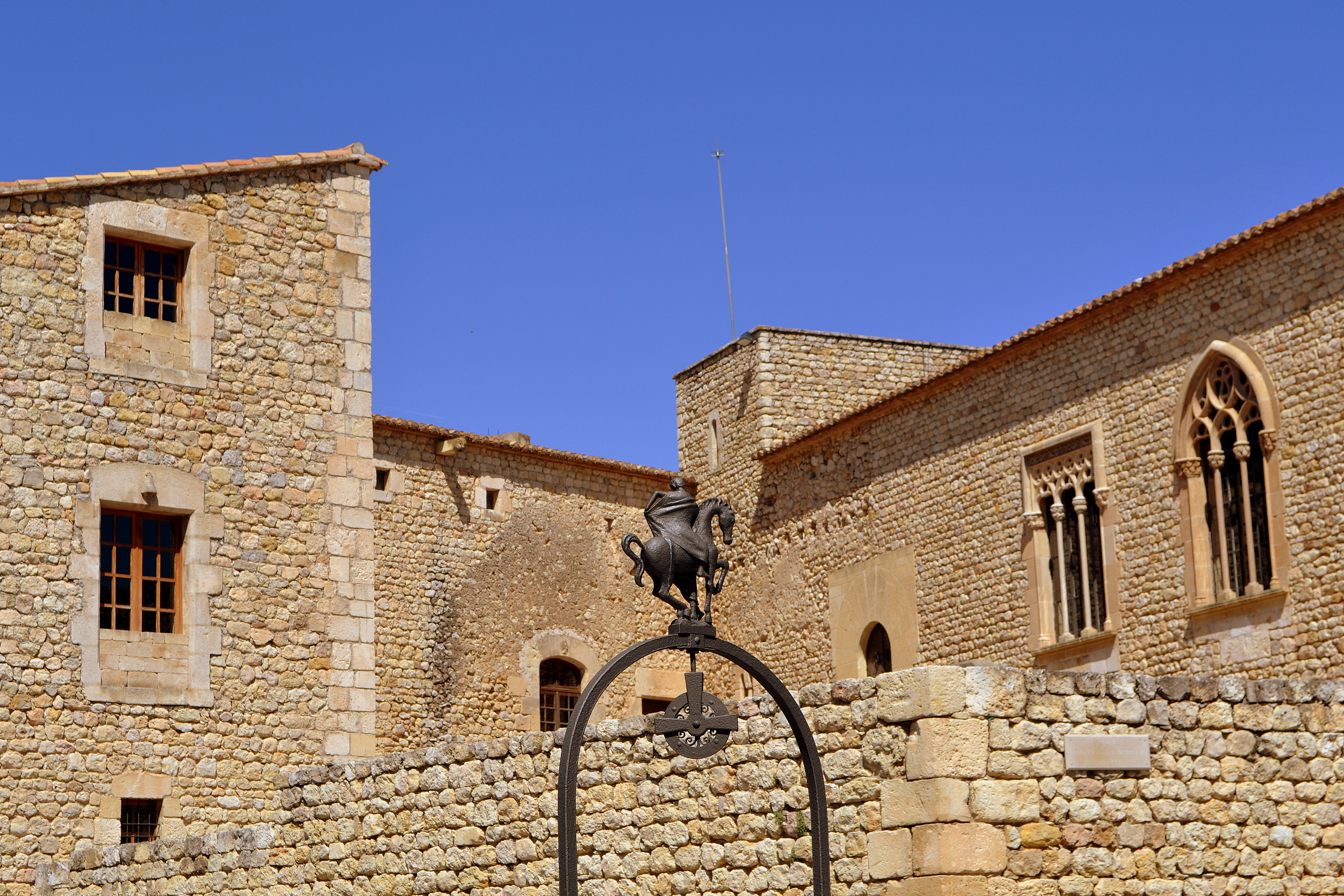